# Центральный Балкан
Национальный парк «Центральный Балкан» (болг. Национален парк Централен Балкан) — заповедная зона, находящаяся в центре Болгарии, в Балканских горах. Высота парка варьирует от 550 м у города Карлово до 2376 м у горы Ботев, самой высокой вершины Балкан. Основан 31 октября 1991 года. Третья по площади заповедная зона Болгарии: 716,69 км² общая площадь, длина — 85 км с запада на восток, средняя ширина 10 км. Располагается в пяти областях: Ловечской, Габровской, Софийской, Пловдивской и Старозагорской. Включает девять заповедников: Боатин, Царичина, Козя-Стена, Стенето, Северен-Джендем, Пеешти-Скали, Соколна, Джендема и Стара-Река.
Центральный Балкан — один из самых крупных и ценных национальных парков в Европе. МСОП присудил ему категорию II (национальный парк). Восемь заповедников парка, как и сам парк, входят в список особо охраняемых зон ООН, четыре заповедника входят во Всемирную сеть биосферных резерватов по программе ЮНЕСКО «Человек и биосфера». Полноценный член фонда PAN Parks.
Парк располагается в зоне Родопского смешанного леса. Является домом для множества редких растений и животных, а также имеет большое историческое и культурное значение для науки. Флора представлена 2340 разновидностями деревьев и растений, леса занимают 56% зоны. Насчитывается 59 видов млекопитающих, 224 вида птиц, 14 видов рептилий, 8 видов амфибий, 6 видов рыб и 2387 видов беспозвоночных.

## История

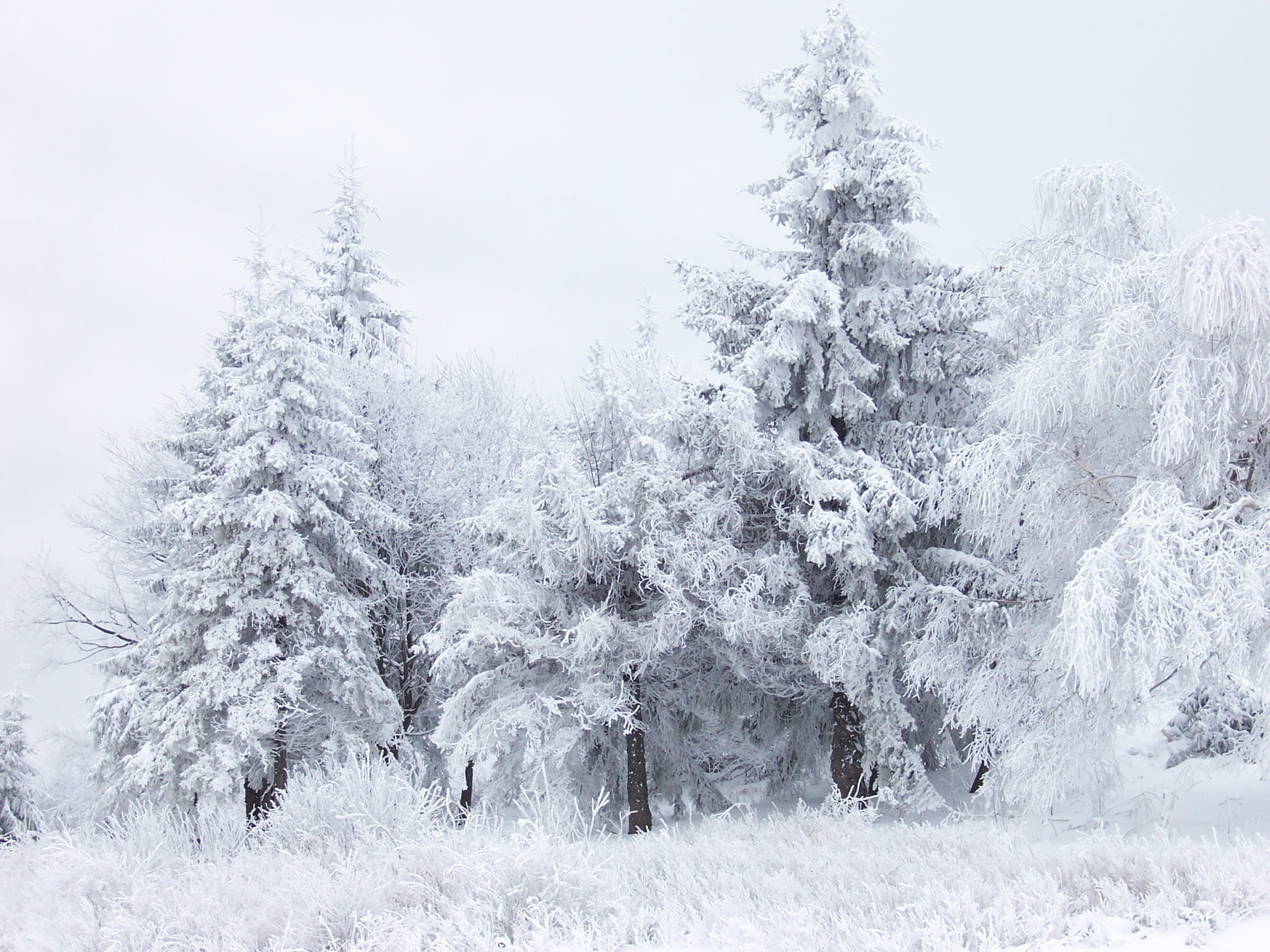
Парк зимой

Парк образован в 1991 году для сохранения уникального природного наследия и защиты от пагубного городского влияния. Управлением парка занимается директорат, подчиняемый Министерству охраны окружающей среды и водных ресурсов. Директорат сотрудничает со многими организациями для достижения целей по охране парка.

### Статистика
- Площадь: 71669,5 га
- Длина: 85 км
- Ширина: 10 км
- Самая высокая вершина: Ботев, 2376 м
- Низшая точка: Карлово, около 500 м
- Леса: 44000,8 га
- Остальная часть: 27668,7 га
- 70% естественных экосистем
- 9 заповедников площадью 20019 га

## Экосистемы

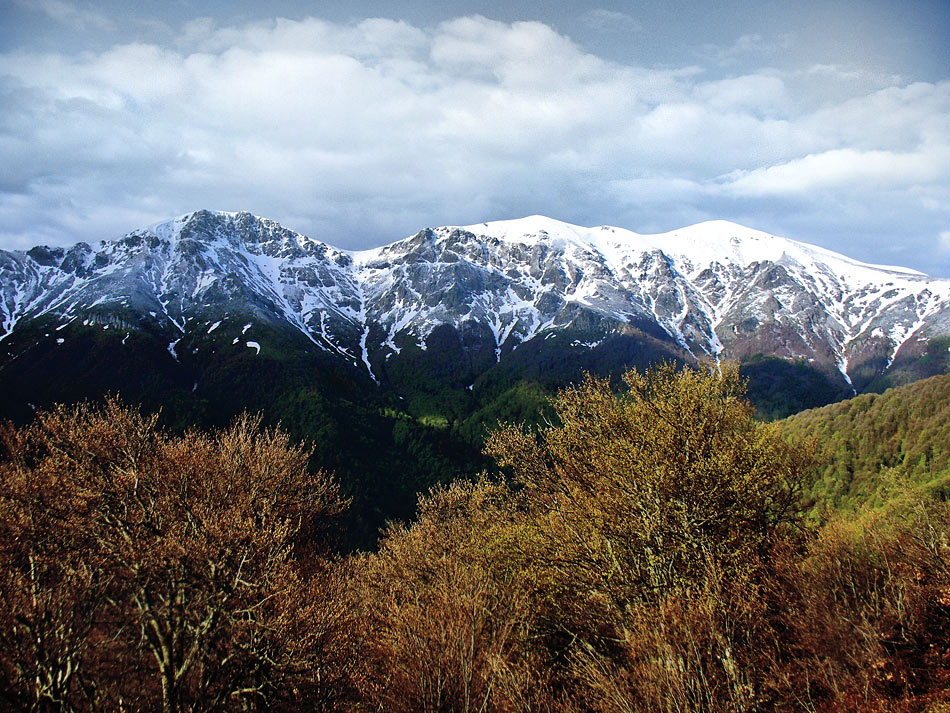
Горный массив Триглав

Многовековые леса из бука, ели, пихты, граба и скального дуба занимают большую часть парка. Более половины флоры Болгарии было обнаружено в парке: 10 видов и 2 подвида являются эндемиками и больше не встречаются нигде в мире. Более 130 растений и животных парка занесены в Красную книгу.
Известны 166 видов лекарственных растений, 12 из них охраняются законом. Также есть 229 видов мха, 256 видов грибов, 208 видов водорослей. Центральная часть Балканского хребта — дом для 70% всех беспозвоночных организмов и 62% позвоночных животных Болгарии. Насчитывается 224 вида птиц, что делает национальный парк важным международным заповедником для птиц.
Финансируемый Евросоюзом проект CORINE BIOTOPS предложил методологию классификации мест обитания, и 49 типов мест обитания из проекта представлены в Центральном Балкане. 24 типа занесены в «Список находящихся под угрозой исчезновения мест обитания» и требуют специальных мер защиты в соответствии с Конвенцией Евросоюза о средах обитания.

## Рельеф
Встречаются высокогорные луга, вертикальные скалы, обрывы, глубокие каньоны, водопады и многочисленные вершины, из которых около 20 являются двухтысячниками. Центральный Балкан является любимым местом для туристов, натуралистов и ученых.